# 环保剑
《环保剑》是哈尔滨智慧动画公司制作的动画，是中国第一部用环保当题材的动画，故事背景是2020年，因为地球的污染太严重，于是污染成精，反派污王达克像要污染全世界，但在2006年一个叫亮亮的孩子，穿越到未来要去消灭达克。但结局却是主角亮亮输而反派达克赢了的反套路。剧情表达如果人类没有意识保护环境，就算有外在条件也改变不了环境恶化。剧情里反派在的地方污染城的老大“污染大王”名字叫达克，意思就是英文中的黑暗，而主角叫亮亮代表光明。而想要消灭达克要九个环保剑的剑魂，可是亮亮只集齐了八个就上去挑战污染大王。原本预定制作续集《节能刀》和《生态链》，

## 人物
亮亮
主角
反派
无形怪
代表各种残留物质
咕嘟黑
代表烟尘污染
浊水婆
代表浊水污染
黄旋风
代表沙尘污染
魔幻太子
代表辐射污染
漏电金刚
代表废电池污染
白脸魔女
代表白色污染
哇啦将
代表噪音污染
污泥公
代表污泥污染
达可
污染城的最高首领